# Communauté de communes de l'Est Tourangeau
La Communauté de Communes de l'Est Tourangeau (CCET) est une ancienne  communauté de communes française, située dans le département d'Indre-et-Loire et la région Centre-Val de Loire.

## Géographie

### Situation
La Communauté de Communes de l'Est Tourangeau était située à l'est de l'agglomération tourangelle. Son siège était au 48 Rue de la Frelonnerie à Montlouis-sur-Loire depuis le 05 octobre 2015.

### Composition
Elle était composée des communes suivantes :
| Nom                         | Code Insee | Gentilé       | Superficie (km2) | Population (dernière pop. légale) | Densité (hab./km2) |
| --------------------------- | ---------- | ------------- | ---------------- | --------------------------------- | ------------------ |
| Montlouis-sur-Loire (siège) | 37156      | Montlouisiens | 24,55            | 10 574 (2014)                     | 431                |
| Azay-sur-Cher               | 37015      | Azayens       | 22,85            | 3 051 (2014)                      | 134                |
| Larçay                      | 37124      | Larcéens      | 11,19            | 2 426 (2014)                      | 217                |
| Véretz                      | 37267      | Véretzois     | 13,86            | 4 386 (2014)                      | 316                |
| La Ville-aux-Dames          | 37273      | Gynépolitains | 8,00             | 5 175 (2014)                      | 647                |

## Historique
- 14 décembre 1999 : création de la communauté de communes.
- 1er janvier 2017 : fusion avec la communauté de communes du Vouvrillon au sein de la nouvelle Communauté de communes Touraine-Est Vallées.

## Démographie
La communauté de communes de l'Est Tourangeau comptait 25 407 habitants (population légale INSEE) au 1er janvier 2012. La densité de population est de 316 hab./km2.

### Évolution démographique
| 1968  | 1975   | 1982   | 1990   | 1999   | 2007   | 2012   | 2013   | - |
| ----- | ------ | ------ | ------ | ------ | ------ | ------ | ------ | - |
| 9 046 | 11 799 | 15 968 | 19 370 | 22 060 | 24 223 | 25 407 | 25 703 | - |

### Pyramide des âges
| Hommes | Classe d’âge | Femmes |
| ------ | ------------ | ------ |
| 0,5    | 90 ans ou +  | 1,8    |
| 8,5    | 75 à 89 ans  | 12,2   |
| 14,4   | 60 à 74 ans  | 14,5   |
| 21,4   | 45 à 59 ans  | 20     |
| 21,1   | 30 à 44 ans  | 20     |
| 14,4   | 15 à 29 ans  | 13,6   |
| 19,7   | 0 à 14 ans   | 17,8   |

| Hommes | Classe d’âge | Femmes |
| ------ | ------------ | ------ |
| 0,3    | 90 ans ou +  | 1,1    |
| 4,4    | 75 à 89 ans  | 6,6    |
| 13,4   | 60 à 74 ans  | 12,8   |
| 22,1   | 45 à 59 ans  | 22,5   |
| 22,2   | 30 à 44 ans  | 23     |
| 15,4   | 15 à 29 ans  | 14,8   |
| 22,2   | 0 à 14 ans   | 19,3   |

## Politique communautaire

### Représentation

#### Présidents de la communauté de communes
| Période | Période | Identité             | Étiquette | Qualité |
| ------- | ------- | -------------------- | --------- | ------- |
| 1999    | 2014    | Jean-Jacques Filleul | PS        |         |
| 2014    | 2016    | Pierre Dourthe       |           |         |

### Compétences
- Aménagement de l'espace communautaire
- Actions de développement économique intéressant l'ensemble de la communauté
- Création, aménagement et entretien de la voirie d'intérêt communautaire
- Politique du logement social d'intérêt communautaire et action, par des opérations d'intérêt communautaire, en faveur du logement des personnes défavorisées et des jeunes
- Élimination des déchets ménagers et assimilés
- Gens du voyage
- Politique culturelle et de loisirs
- Action sociale
- Gendarmerie
- Études
- Éclairage public

### Identité visuelle

| Blason à dessiner | Logo de la Communauté de Communes |

## Pour approfondir